# Роджер: Остання людина
Роджер: Остання людина — дистопічний роман, опублікований у 2014 році, в якому детально описується майбутній кінець майже сучасного суспільства. Історія слідує за оповідачем Клеєм і Роджером, коли він бореться за власне виживання та обходить країну, коли вона руйнується навколо нього.